# Janet Kelso
Pour les articles homonymes, voir Kelso (homonymie).
Janet Kelso (née en 1975) est une biologiste sud-africaine, spécialiste de biologie numérique et chef de groupe du Groupe de recherche Minerva en bio-informatique à l'Institut Max-Planck d'anthropologie évolutionniste.   

## Biographie
Janet Kelso obtient son diplôme de sciences de l'université du Natal en 1995. Elle obtient un  diplôme honorifique en 1997 et, en 2000, une maîtrise en biochimie médicale et pathologie chimique de l'université du Cap. Elle obtient son doctorat en bio-informatique en 2003, à l'université du Cap-Occidental, sous la direction de Winston Hide, avec une thèse intitulée The development and application of informatics-based systems for the analysis of the human transcriptome,,, puis elle réalise une recherche postdoctorale à l'université du Cap-Occidental de 2003 à 2004. 

## Activités professionnelles et de recherche
Depuis 2004, elle est chercheuse à l'Institut Max-Planck d'anthropologie évolutionniste à Leipzig, dans le département Evolutionary Genetics. Elle est chef de groupe du groupe de recherche Minerva en bio-informatique,. 
Janet Kelso mène des recherches sur la génomique comparative des primates et a contribué aux projets d'études des génomes néandertaliens, des bonobos et des orang-outans,.  
Elle est co-rédactrice en chef de la revue scientifique Bioinformatics (en) depuis 2013.

## Prix et distinctions
Janet Kelso remporte une bourse L'Oréal-Unesco pour les femmes et la science en 2004,. Avec ses co-auteurs, elle a reçu le prix Newcomb Cleveland pour l'article le plus remarquable paru dans Science en 2010. Cet article publiait le projet de séquence du génome néandertalien. Kelso est vice-présidente de la International Society for Computational Biology (Société internationale de biologie numérique, ISCB) de 2011 à 2013, puis elle est réélue pour un nouveau mandat triennal de vice-présidente de 2017 à 2020. Elle est élue fellow de la Société internationale de biologie numérique en 2016,.

## Publications
- avec Jonathan D. Wren et Alfonso Valencia, « Reviewer-coerced citation: case report, update on journal policy and suggestions for future prevention », Bioinformatics, vol. 35, no 18,‎ 2019, p. 3217-3218 (lire en ligne, consulté le 14 avril 2020).
- avec Martin Petr, Benjamin Vernot et Fabrizio Mafessoni, « admixr—R package for reproducible analyses using ADMIXTOOLS », Bioinformatics, vol. 35, no 17,‎ 2019, p. 3194-3195, (lire en ligne, consulté le 14 avril 2020).
- Stéphane Peyrégne, Viviane Slon et Cesare de Filippo et al., « Nuclear DNA from two early Neandertals reveals 80,000 years of genetic continuity in Europe », Science Advances, vol. 5, no 6,‎ 2019 (lire en ligne, consulté le 14 avril 2020).
- Lukas Bokelmann, Mateja Hajdinjak, Stéphane Peyrégne et Selina Brace et al., « A genetic analysis of the Gibraltar Neanderthals », PNAS, vol. 116, no 31,‎ 2019, p. 15610-15615 (lire en ligne, consulté le 14 avril 2020).